# ソルタムL33 155mm自走榴弾砲
ソルタムL33 155mm自走榴弾砲は、イスラエルで1970年代に開発された155mm砲装備の自走榴弾砲である。スーパーシャーマンの車体にソルタム・システムズ製のM68 155mm榴弾砲を搭載した車両で、1973年の第四次中東戦争で運用された。
名称のL33は、ソルタムM68榴弾砲が33口径であることに因る。

## 概要
イスラエル国防軍は1960年代に105mm砲装備のM7プリースト自走砲を輸入し、またフランス製M50 155mm榴弾砲装備のM50 155mm自走榴弾砲を開発し、1967年の第三次中東戦争で運用した。
その後、この種の自走砲の更なる射程の延伸が求められるようになり、ソルタム・システムズ社がフィンランドのタンペラ社（現・パトリア社）から製造ライセンスを購入し国産化したM68 155mm榴弾砲を搭載した自走砲の開発が行われる事となった。
ベース車体にはM50 155mm自走榴弾砲と同様、スーパーシャーマンが使用された。L33が開発された頃には既にイギリス製のセンチュリオン（ショット） 、アメリカ合衆国製のM48パットン（マガフ）の導入が進んでおり、スーパーシャーマンの余剰化が進んでいた。こういった事を背景に、M50自走砲では車体の長いM4A4車体のみをベース車体に使用していたが、L33自走砲では標準車体型・長車体型（M4A4）の両方がベース車体として使用されている。
構造としては、M50自走砲のようなエンジン搭載位置の移動は行わず、オリジナルのM4中戦車の車体中央部分に主砲を設置し、エンジンデッキも含めた車体全体を覆うように全周を箱状の装甲板で囲んだような腰高のスタイルになっている。この上部構造物は標準車体型でもM4A4車体型でも同じ物が載せられている。このため、標準車体型では誘導輪が戦闘室後部装甲板より内側に位置しているが、M4A4の長車体型では誘導輪が戦闘室後部装甲板よりも後方にはみ出しており、その上に泥除けが追加されたような形状となっている。
戦闘室左舷前方には操縦者用座席があり、防弾ガラスをはめ込んだ視察窓が取り付けられている。この位置も通常のM4中戦車に比べればかなり高い位置にある。戦闘室上面には両サイドにハッチが設けられており、右舷側ハッチには副武装として12.7mm M2重機関銃あるいはM1919 7.62mm機関銃を装備可能である。
車内には8名の乗員と60発の155mm砲弾を搭載可能で、全体の重量はM51スーパーシャーマンの約39tを上回る約41.5tとなっており、最高速度は時速35km程度に低下しているとされる。
L33は開発された直後の1973年に発生した第四次中東戦争で実戦に投入された。その後はM50自走砲と同様、アメリカ製のM109 155mm自走榴弾砲、M107 175mm自走カノン砲、M110 203mm自走榴弾砲の配備が進んだ事により1990年代以降に退役が進められた。
現在、イスラエル国内のラトルン戦車博物館およびイスラエル砲兵隊博物館に実車が展示されている。
なお、ソルタム社はL33の後継としてソルタムM72 155mm自走榴弾砲を自社開発しイスラエル軍および輸出市場に提案したが、こちらは制式採用には至らなかった。

## 画像

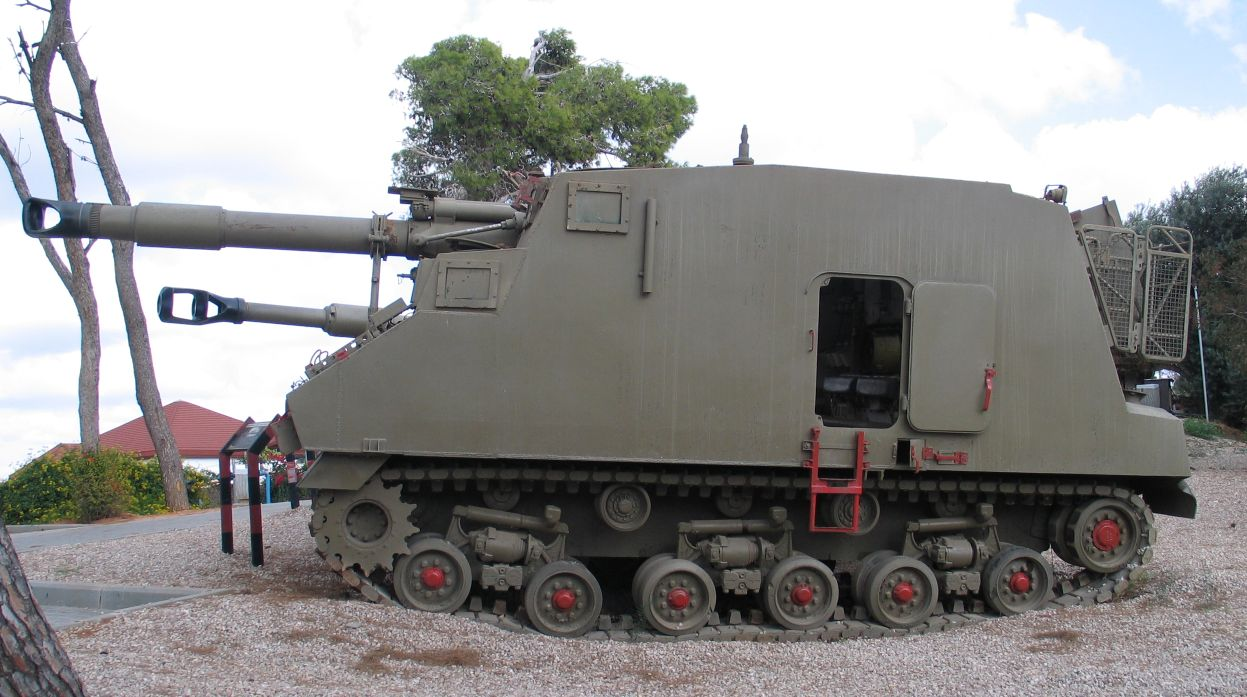
L33の車体側面。この車両は転輪間隔の広いM4A4車体で、誘導輪が後方にはみ出している。
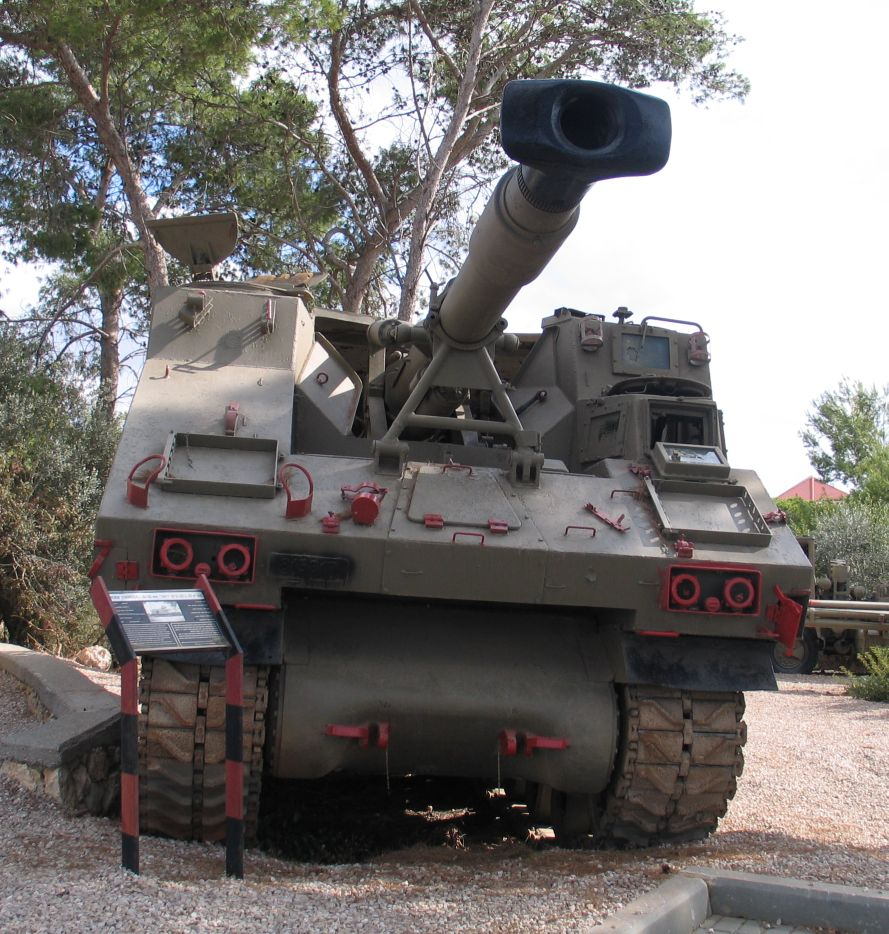
L33の車体前面。デファレンシャルカバーまでは元のシャーマンのままで、その上に戦闘室が載せられていることがわかる。
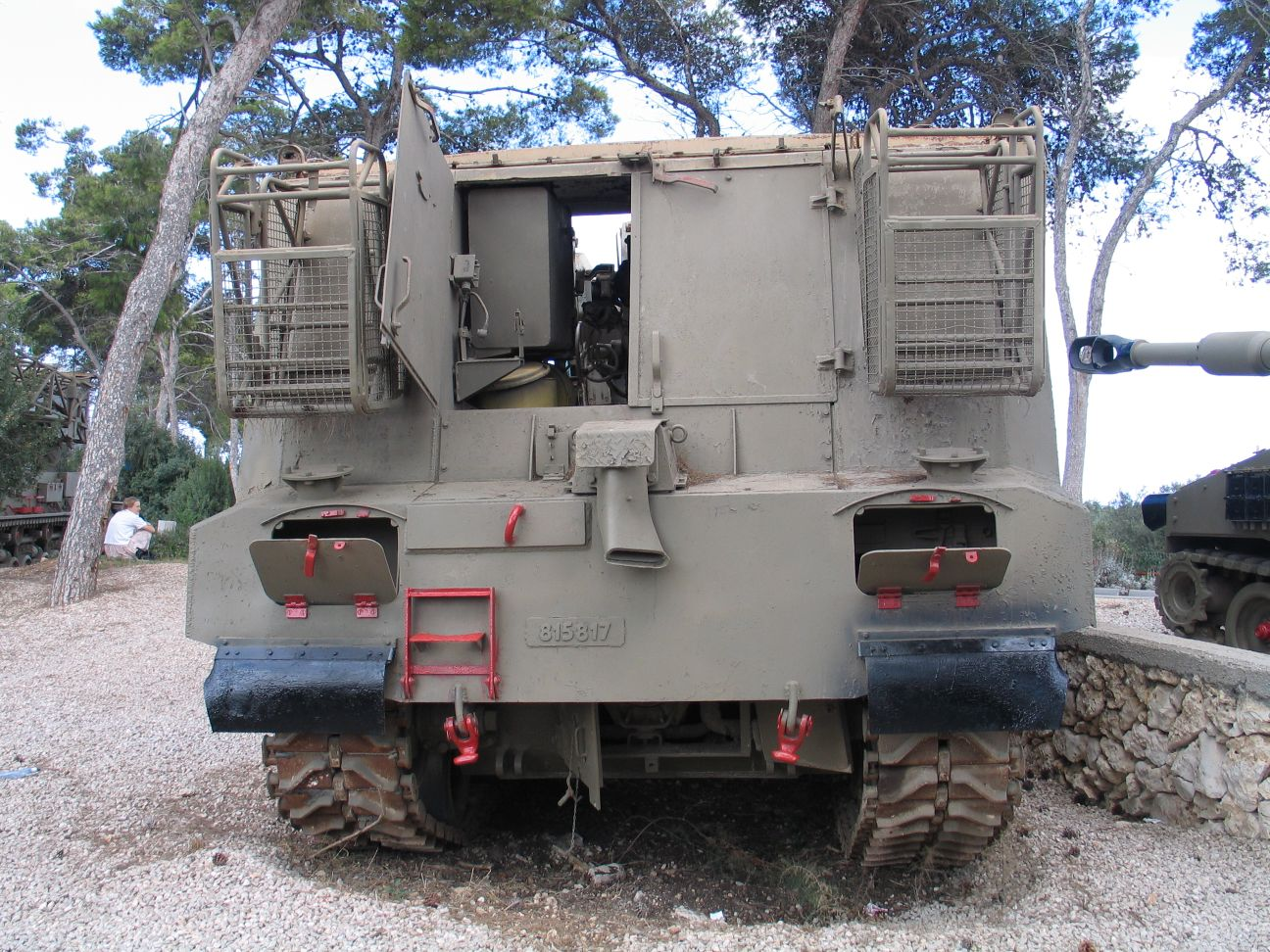
L33の車体後面。観音開きの大型ハッチを有する。中央にあるのはカミンズディーゼルエンジンの排気管。
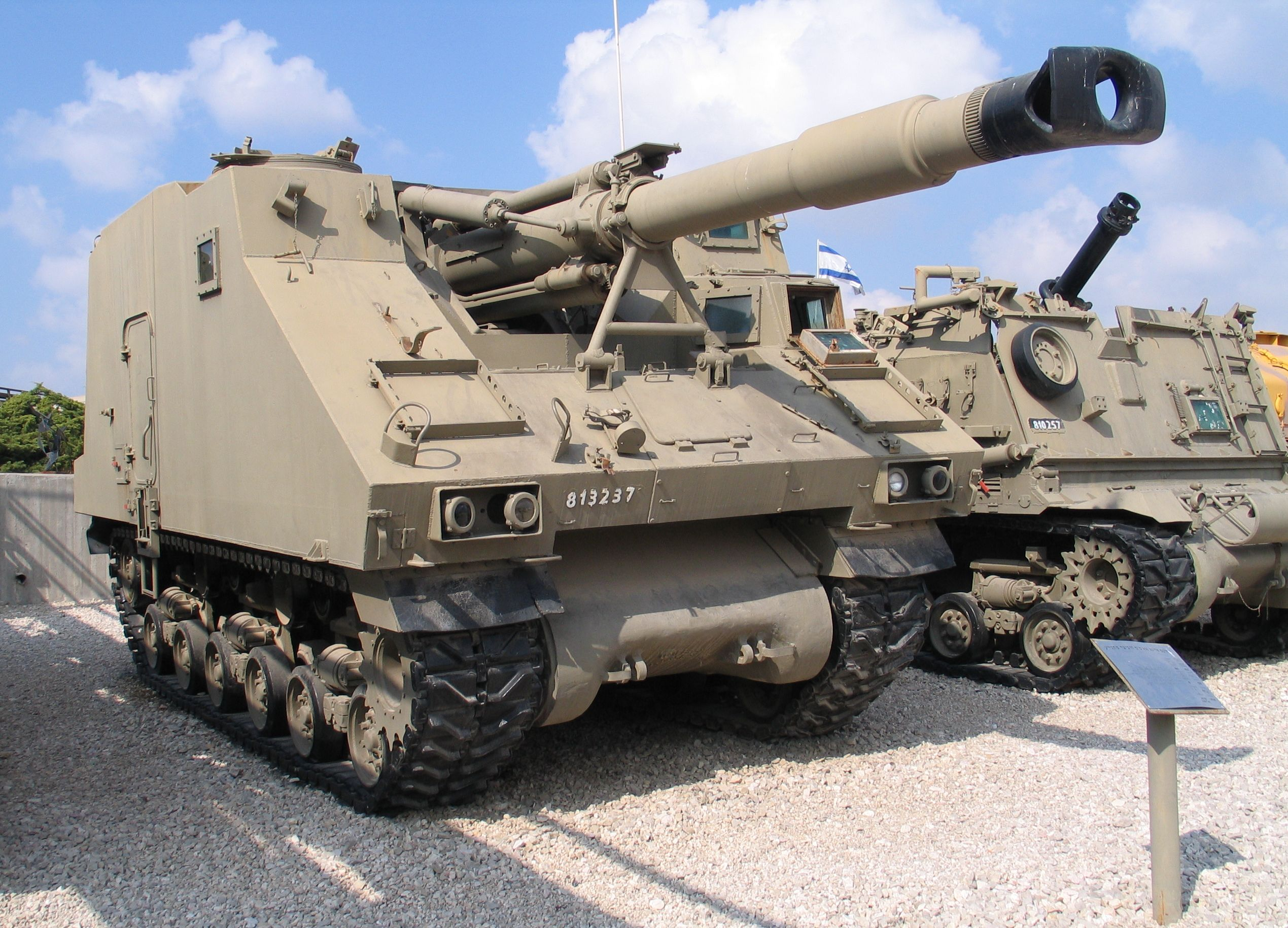
ラトルン戦車博物館の展示車両。
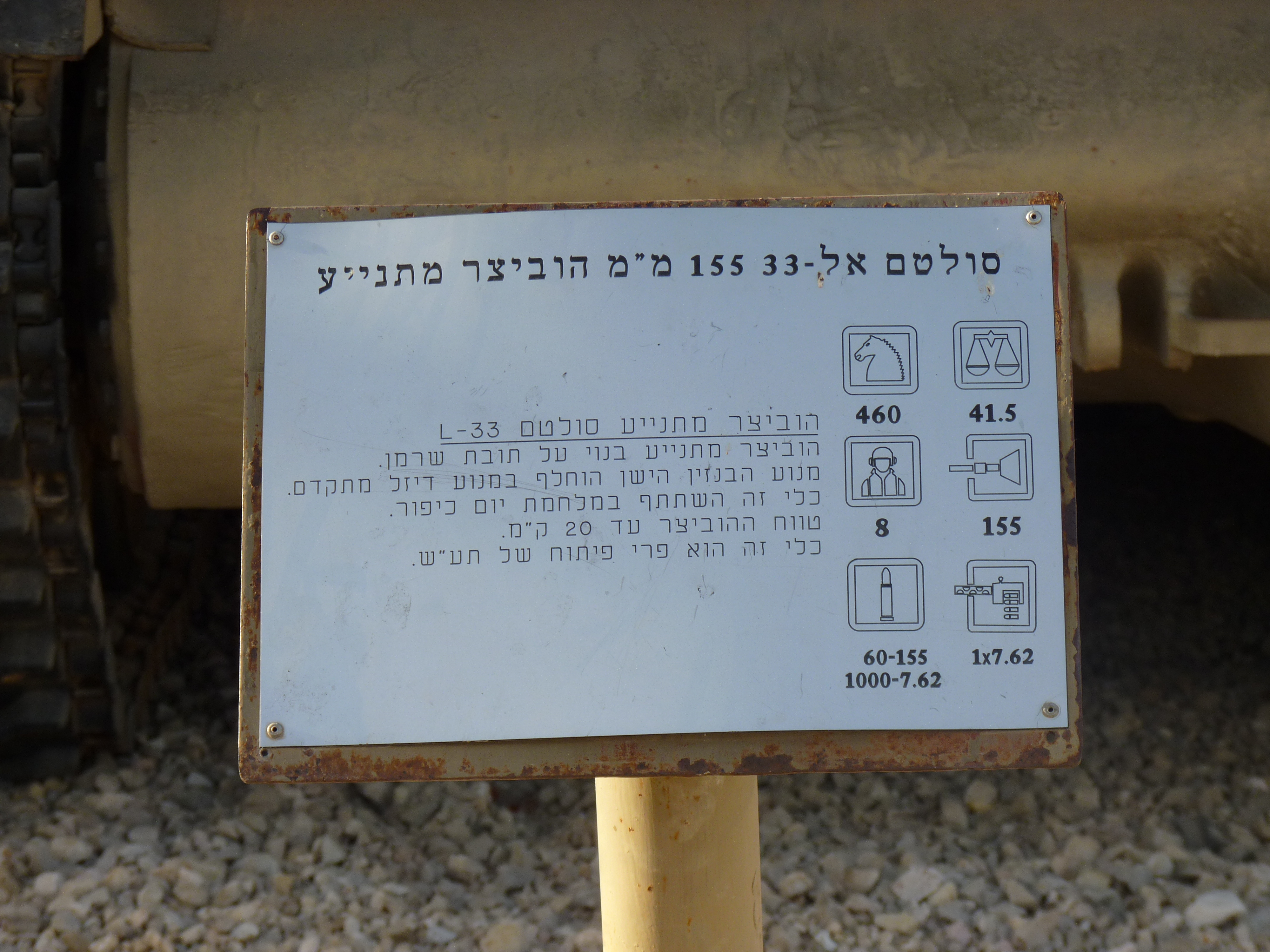
ラトルン戦車博物館の実車解説。乗員数や重量がイラストで記されている。